# Žluťucha smrdutá
Žluťucha smrdutá (Thalictrum foetidum) je středně vysoká luční bylina ze širokého rodu žluťucha, jejíž listy po rozemnutí nepříjemně páchnou.

## Výskyt
Rostlina poměrně teplomilná, vyskytuje se v teplejších oblastech Evropy od Francie a Španělska až po Balkánský poloostrov a Turecko, Českou republikou prochází severní hranice evropského rozšíření. Roste dále na Kavkaze, v Malé Asii a na jižní hranici mírného pásma přes Čínu, Mongolsko až po východní Sibiř a Japonsko. Vyskytuje se také v mírném pásu pod Himálajem na severu indického subkontinentu.
V České republice se vyskytuje ve větším počtu jen v Českém krasu a roztroušeně v oblasti Středních Čech. Dále, jen poměrně zřídka, roste okolo Mostu a na Moravě poblíž Znojma a na Pavlovských vrších. Roste na výslunných loukách a křovinatých stráních v kamenitých půdách s vápencovitým nebo čedičovitým podložím. Rostlinám nevadí mírný stín, nesnášejí však dlouhodobé vlhko.

## Popis

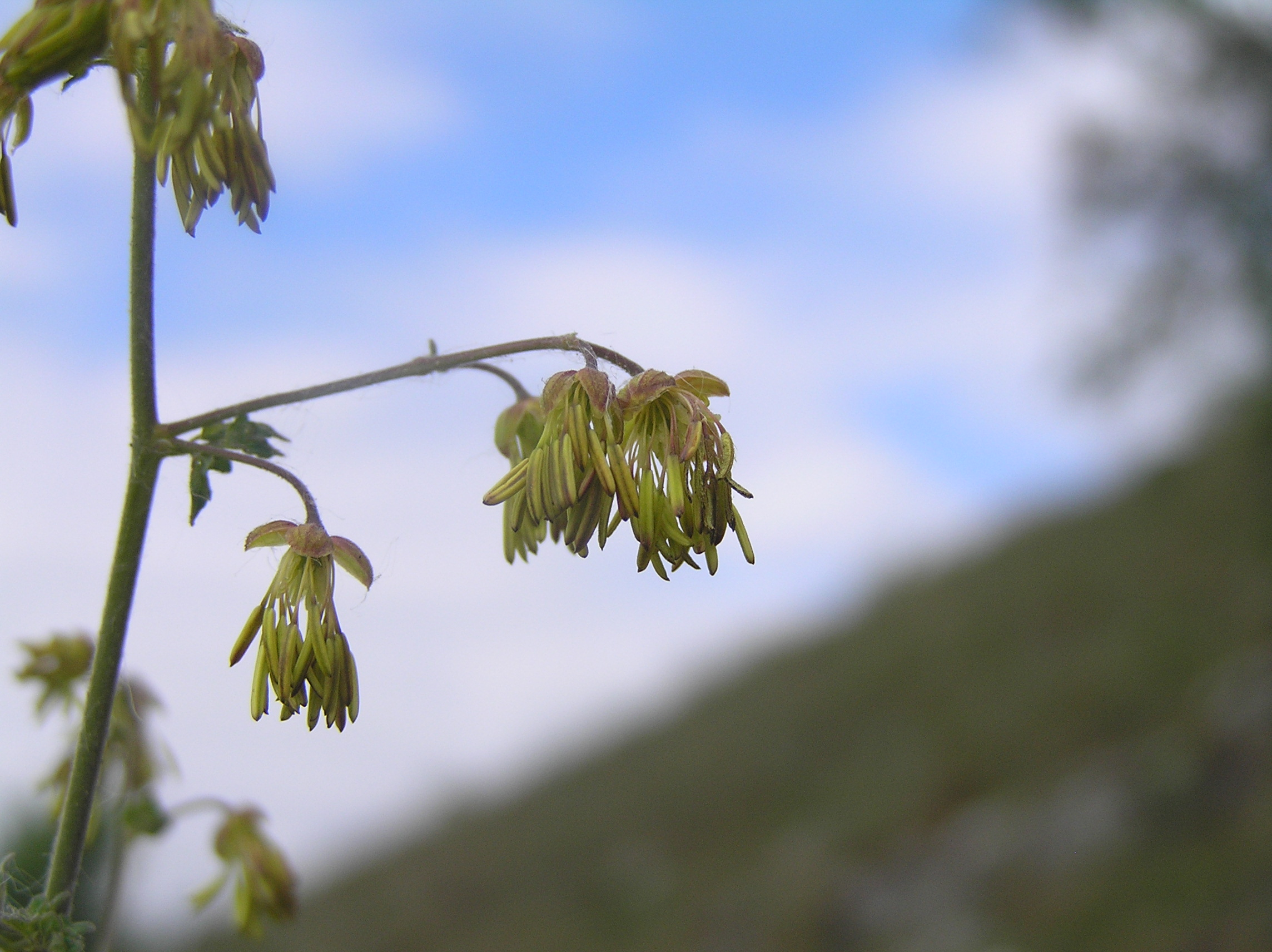
Nící květy žluťuchy smrduté

Je to rostlina vytrvalá, vyrůstající do výšky 20 až 50 cm, na lodyze i listech je žláznatě chlupatá. Přímá lodyha vyrůstající z oddenku s nitkovými kořeny je převážně nerozvětvená, podélně mělce rýhovaná, její spodní část bývá narůžovělá. Dolní listy, usychající v době kvetení, mají řapíky s pochvou objímající lodyhu, horní jsou přisedlé. Bývají 3krát až 4krát zpeřené, jejich lístečky na rubu olověně šedé jsou dlouhé 3 až 10 mm, kosočtverečné, okrouhlé nebo vejčité, mají laločné okraje a plastický žilkový povrch.
Četné oboupohlavné drobné převislé květy na stopkách dlouhých 5 až 15 mm vytvářejí chocholičnatě latnatá květenství dlouhá 5 až 10 cm mající u báze listeny. Okvětí je utvořeno ze 4 až 5 vejčitých, žlutých až nazelenalých, brzy opadávajících kališních lístků 4 mm dlouhých. Četné tyčinky jsou delší než okvětí, mají dlouhé visící nitky s podélnými, úzkými, na konci hrotitými žlutými prašníky. Volných pestíků s přisedlým jednodílným semeníkem s jedním vajíčkem je v květu od 4 do 8, jsou zakončeny přisedlou zubatou bliznou. Chromozómové číslo: 2n = 14.
Květy nevytvářejí nektar, jsou opylovány hmyzem sbírající pyl nebo větrem, u některých dochází i k samoopylení. Kvete od června do srpna. Plodem je podélně stlačená jednosemenná nažka o délce okolo 3,5 mm.

## Ohrožení
Žluťucha smrdutá v České republice roste jen na několika málo lokalitách a její počty se nezvyšují, spíše naopak. Je proto v "Černém a červeném seznamu cévnatých rostlin České republiky" vyhlášena za silně ohrožený druh (EN).